# 饶平悬钩子
饶平悬钩子（学名：Rubus raopingensis）为蔷薇科悬钩子属的植物，是中国的特有植物。分布于中国大陆的广东等地，常生长在石边、山谷、低海拔的山溪边、路旁以及林缘，目前尚未由人工引种栽培。

## 异名
- Rubus raopingensis Yu et Lu var. obtusidentatus Yu et Lu